# لیتیم آلومینیوم هیدرید
لیتیم آلومینیوم هیدرید (به انگلیسی: Lithium aluminium hydride) با فرمول شیمیایی LiAlH۴ (که به صورت خلاصه LAH نامیده می‌شود) یک ترکیب معدنی است که جرم مولی آن ۳۷٫۹۵ g/mol می‌باشد. شکل ظاهری این ترکیب، بلورهای سفید است.

## کاربرد
از این ترکیب به‌عنوان عامل کاهنده در برای ترکیبات آلی مانند کربوکسیلیک اسیدها استرها و آمیدها استفاده می‌شود.

## ایمنی
لیتیم آلومینیم هیدرید با آب به‌شدت واکنش می‌دهد و گاز هیدروژن تولید می‌کند که آتش‌گیر است.